# Sepsis femoriseta
Sepsis femoriseta är en tvåvingeart som beskrevs av Oswald Duda 1926. Sepsis femoriseta ingår i släktet Sepsis och familjen svängflugor. Inga underarter finns listade i Catalogue of Life.